# SS Baron Gautsch
SS Baron Gautsch je bil avstro-ogrski potniški parnik, ki je potonil v severnem Jadranskem morju, 13. avgusta 1914 potem, ko je ladja na poti iz Kotorja v Trst naletela na polje morskih min, ki jih je postavila avstro-ogrska mornarica. V potopu je umrlo 127 ljudi. Ladja je bila v lasti avstro-ogrske družbe Österreichischer Lloyd, zgrajena pa je bila v ladjedelnici Gourlay Brothers v Dundee v Angliji.

## Ozadje
Österreichischer Lloyd je bila največja avstro-ogrska pomorska družba svojega časa, od ustanovitve leta 1833. Ladijski prevozi so se višali, zlasti pod vodstvom Juliusa Derschatta von Standhalta (1852–1924), ministrstva železnic v Avstro-Ogrskem cesarskem svetu in predsednika Lloyda. V času njegovega mandata za predsednika so bile naročene tri nove sodobne sestrske ladje. To so bili Baron Gautsch maja 1908 (2,069 GRT), Prinz Hohenlohe oktobra 1908 (1962 GRT) in Baron Bruck poleti 1913 (2085 GRT). Ker je bila ena največjih ladjedelnic v Avstro-Ogrski, Stabilimento Tecnico Triestino v Trstu, zaposlena, sta bila Baron Gautsch in Prinz Hohenlohe zgrajena v ladjedelnici Brothers Gourlay v Dundeeju na Škotskem.
Ladja je dobila ime po nekdanjem avstrijskem premierju in notranjemu ministru Paulu Gautschu von Frankenthurnu. Baron Gautsch in njegove sestrske ladje so bile zgrajene za tako imenovano dalmatinsko ekspresno linijsko pot, ki je potekala južno od dalmatinske obale ob obali Istre in Dalmacije. Domače pristanišče vsake ladje je bilo Trst. Baron Gautsch je prevažal potnike, poslovne in za prosti čas ter poletne goste, ki so želeli obiskati priljubljena obmorska letovišča severnega Jadrana. Ladja je na svojo krstno plovbo odplula 16. junija 1908.

## Tehnični podatki
Baron Gautsch je bil zgrajen v ladjedelnici Brothers Gourlay v Dundeeju na Škotskem. Splovljen je bil 3. maja 1908. Ladja je bila dolga 84 metrov, široka 11 metrov in je izpodrinila 2069 ton. Največji ugrez je bil 7,5 metrov.  Na ladji so bili trije ogrevani parni kotli s težkim gorivom, ki so preko enega parnega motorja poganjali tri bronaste propelerje. Motorji so imeli 4600 KM (3383 kW), kar je omogočalo hitrost 17 vozlov. Lloyd je upal, da bo bistveno povečal zmogljivosti ladje z namestitvijo treh parnih strojev, ko pa se to ni zgodilo, je Lloyd vrnil ladjo v ladjedelnico za obsežne spremembe v Trstu na stroške ladjedelnice Gourlay Brothers. To je bil eden od razlogov, da je ladjedelnica Brothers Gourlay šla v stečaj in jo je bilo treba oktobra 1910 ladjo premestiti v tržaško ladjedelnico. 

## Med prvo svetovno vojno
Z začetkom prve svetovne vojne 28. julija 1914 so bile vse vojaške ladje v Avstro-Ogrski dane v vojaško službo avstro-ogrske mornarice. Ladje so prejele kamuflažo in od takrat naprej so služile kot pomožni križarji, vojaški prevozniki ali ladje za oskrbo. Številni oficirji so bili rezervisti in so vstopili v službo mornarice. 27. julija 1914 je bil Baron Gautsch premeščen v službo Avstro-Ogrske mornarice. Sledila so štiri potovanja, na katerih je Baron Gautsch prevažal zaloge za vojake, stacionirane v Kotorju. Med temi štirimi plovbami je Baron Gautsch preplul 1810 milj in prepeljal 2855 ljudi. Na vsakem povratnem potovanju so civiliste evakuirali v pristanišča severnega Jadrana. 11. avgusta 1914 je Baron Gautsch opravil vse svoje vojaške naloge in bil tako vrnjen v Lloyd.

## Potopitev
Preden je Baron Gautsch zadnjič zaplul iz Kotorja nazaj v Trst, je v Trstu potekala konferenca vojaških pomorskih oblasti. Drugi častnik Barona Gautscha, Tenze je bil prisoten kot predstavnik kapitana Paula Winterja. Na konferenci so bili poveljniki ladij obveščeni, da mornarica načrtuje postavitev minskih polj na severnem Jadranu, da bi zaščitila vhod v svoje glavno pomorsko pristanišče v Pulo. Tenze je o tem obvestil svojega kapitana, zato je prvi častnik Luppis določil pot ladje za naslednje potovanje. Kasneje je posadka Barona Gautscha prejela nadaljnja navodila glede navigacije od vojaških oblasti v Zadru po radiu. Baron Gautsch je na poti nazaj prevažal begunce z ozemlja Bosne in Hercegovine, ljudi, ki so se vračali domov s počitnic, vključno s številnimi ženskami in otroki, pa tudi pripadnike avstro-ogrske vojske, ki so bili na poti nazaj v Avstrijo. Na krovu je bilo 66 članov posadke in 240 potnikov (ti podatki ne vključujejo otrok, mlajših od 10 let, in vojske). 
12. avgusta 1914 je Baron Gautsch zadnjič izplul iz Kotorja proti Trstu. Ladji je poveljeval kapitan Paul Winter. Baron Gautsch je 13. avgusta 1914 ob 11:00 izplul iz pristanišča na otoku Veli Lošinj in odplul neposredno do tržaškega pristanišča, kamor je nameraval pripluti ob 18:00. Od Velikega Lošinja do Pule je ladja uradno plula pod poveljstvom prvega častnika Josepha Luppisa, vendar v resnici ni bilo tako. Pravzaprav je Luppis predal poveljstvo ob 14:00, hkrati pa je ladijski most zapustil, brez kapitanovega dovoljenja, predal je poveljstvo neizkušenemu drugemu častniku Tenzeju in se odpravil na kosilo s potniki prvega razreda. Kapitan Winter je medtem spal v svoji kabini.
Baron Gautsch je začel pluti veliko dlje od severa, kot so ga vojaške oblasti obvestile in je priplul blizu ladje Prinz Hohenloheom, ki je plula proti jugu do Dalmatinskih otokov več kot 3 navtične milje od obale. Tudi opozorila več potnikov niso bila dovolj glasna, da je Tenze spremenil smer ladje. Tenze je objavil več referenc o minskih poljih v okoliških krajih in o tem, kako jih je Avstro-Ogrska mornarica postavila za zaščito pristanišča v Puli, vendar to ni povzročilo spremembe poti. Ob 14:45, sedem navtičnih milj od Brijunskih otokov, je Baron Gautsch s polno hitrostjo zaplul v minsko polje, ki ga je ravno postavila vojaška mornarica. V tem času je polagalec min Basilisk videl Barona Gautscha, da pluje neposredno v nevarno območje, zato je pošiljal opozorilne signale, vendar signalov niso opazili ali razumeli. Tenze je v zadnjem trenutku prepoznal grožnjo in obrnil krmilo do konca v levo, da bi ladjo odpeljal nazaj na odprto morje, vendar je ladja naredila manever prepozno, ker je bila že sredi minskega polja.
Takrat je ladja zadela prvo morsko mino, ki je povzročila velikansko eksplozijo na levi strani ladje, kar je povzročilo, da so se vrata z zalogami premoga v podpalubju odprla in stresla premog po kotlovnici. Parnik se je zaradi močne sile eksplozije tako pretresel, da so nekateri potniki mislili, da bo ladjo razneslo. Kmalu zatem se je sprožila druga eksplozija, ki jo je najverjetneje povzročila eksplozija kotlov. Voda je v ladjo začelo močno vdirati in Baron Gautsch je začel zelo hitro toniti. Potniki so na krovu začeli delati paniko zaradi česar je prišlo do velikega kaosa. Potniki so tekli k reševalnim čolnov, ki so hitro padli s palube preden so se vkrcali vanj. Nekateri čolni so bili tako tesno zavezani in zataknjeni, da jih ni bilo mogoče uporabiti. Potniki so skočili iz palube v morje in se v vodi utopili. Zaradi počenih rezervoarjev goriva iz katerih je gorivo steklo po vodi, je gorivo dražilo nos, oči, usta in ušesa ljudi, ki so plavali v vodi, in jim preprečevalo dihanje. Prav tako je gorivo zagorelo in marsikateri potnik je bil na ladji ujet v požaru v katerem je tragično umrl. Potniki, ki so preživeli, so pozneje povedali, da številni častniki niso poskrbeli za potnike, ampak so poskrbeli zase. To je bil eden glavnih dejstev, da je bilo v nekaterih čolnih več častnikov, kot potnikov. Drugi častnik Tenze je potonil skupaj z ladjo. Zaradi kratkega časa je posadka v morje varno spustila le en čoln. Baron Gautsch je potonil v približno pet do sedem minut po prvi eksploziji, 6 navtičnih milj od svetilnika Sv. Ivan na pučini. V bližini so bili avstro-ogrski rušilci Csepel, Triglav in Balaton, zato so bile prve ladje, ki so pomagale preživelim. Skupaj so te ladje rešile 159 ljudi iz vode. Vendar je umrlo 127 potnikov, večinoma žensk, otrok in članov posadke. Trupla, ki so ostala na vodi, so jih pokopali na Vojaškem pokopališču v Puli.

## Dogodki po potopitvi
Kapitan Winter in prvi častnik Luppis sta preživela nesrečo in bila zadržana v hišnem priporu v Puli. Na sojenju pred sodiščem avstro-ogrske Admiralitete sta bila na koncu oba spoznana za kriva in odgovorna za katastrofo. Kljub temu je znano, da sta oba v dvajsetih letih 20. stoletja delala kot poveljnika družbe Lloyd Adriatico, v tem času pa sta tudi poveljevala čezatlantskim linijskim ladjam. Podrobnosti z njihovega sojenja in razsodbe niso znane, ker so bili dogodki pod vojaško cenzuro, pa tudi zato, ker je bilo mnenje, da bi moralo vse o primeru ostati skrito javnosti zaradi moralnih razlogov.
Preživeli so tožili Lloyda za odškodnino. Ta je bil sprva zavrnjen, vendar je kasneje ministrstvo za ladijsko trgovino dovolilo odškodnino v omejeni obliki 200.000 kron. Preživeli, ki se s tem niso strinjali, so se pritožili na sodiščih. Skoraj vsi sodni dokumenti o potopu in naslednjih postopkih so bili pozneje izgubljeni. Številni dokumenti so bili izgubljeni med julijskim uporom 1927, ko je bila požgana Dunajska palača. V kristalni noči iz leta 1938 so bili uničeni drugi dokumenti, ker je bil odvetnik preživelih jud in je bila njegova pisarna raztresena.
Avgusta 1994 je bila v Rovinju spominska slovesnost, ki so se je udeležili predstavniki Katoliške cerkve, vojaških in političnih strank, za 80-letnico potopa. Med to komemoracijo je Radiotelevisione italiana (RAI) predstavil svoj dokumentarni film o tragediji. V morje so vrgli cvetne vence, na razbitino pa položili spominsko ploščo. Oktobra 1995 je bila s sklepom odbora za varstvo kulturne dediščine razbitina Barona Gautscha vpisana v register hrvaških kulturnih spomenikov.

## Razbitina
Razbitino Barona Gautscha je 15. avgusta 1958 odkril slovenski potapljač Božo Dimnik. Razbitina leži na položaju 44°56.25′N 13°34.40′E, na globini 40 metrov (glavna paluba se začne že pri 28 metrih) na peščenem in kamnitem morskem dnu in je poraščena z algami in morskimi spužvami. Razbitina ni v dobrem stanju, ker je na več mestih polomljena, dimniki in jamborji pa so zviti in sploščeni. Poleg tega so odstranili vse tri propelerje. Kljub temu pa ta razbitina spada med najbolj priljubljene potapljaške destinacije za potapljače na severnem Jadranu. Jugoslovanska mornarica je v dvajsetih letih prejšnjega stoletja to močno poškodovano razbitino uporabila, kot tarčo za praktične napade. 